# ألبرت جاي نوك
ألبرت جاي نوك (13 أكتوبر عام 1870 – 19 أغسطس عام 1945)، كان مؤلفًا ليبرتاريًا أمريكيًا، ومحررًا في مجلة ذا فريمان ثم في مجلة ذا نايشن، فضلًا عن كونه منظرًا تربويًا، وجورجيًا، وناقدًا اجتماعيًا شهيرًا في أوائل القرن العشرين ومنتصفه. عارض نوك الصفقة الجديدة علنًا، وألهم الحركات التحررية والمحافظة الحديثة، واستشهد به وليام إف. باكلي باعتباره أحد أهم المؤثرين. كان نوك واحدًا من أوائل الأمريكيين الذي عرفوا أنفسهم على أنهم «ليبرتاريون». تضم قائمة أشهر كتبه كل من مذكرات رجل مكرر وعدونا، الدولة.

## حياته وأعماله
اتسم نوك بأنه رجل شديد الخصوصية طيلة حياته، إذ لم يشارك سوى القليل من تفاصيل حياته الشخصية مع شركائه في العمل. ولد في سكرانتون بولاية بنسلفانيا لأمه إيما شليدون جاي وأبيه جوزيف ألبرت نوك الذي عمل في صناعة الصلب وكان قسيسًا في الكنيسة الأسقفية. نشأ نوك في بروكلين بنيويورك، والتحق بكلية سانت ستيفن (التي تعرف الآن باسم كلية بارد) بين عامي 1884 و1888، حيث انضم إلى أخوية سيغما ألفا إبسيلون.
امتهن نوك لعب البيسبول في الدوري الثانوي لفترة قصيرة بعد تخرجه، ثم التحق بمدرسة لاهوتية وعُين قسيسًا في الكنيسة الأسقفية في عام 1897. تزوج نوك من أغنيس غرومبين في عام 1900 وأنجبا طفلين، فرانسيس وصمويل (أصبح كلاهما أستاذين جامعيين). ترك نوك الكهنوت وزوجته وأطفاله في عام 1909 ليصبح صحفيًا.
انضم نوك إلى طاقم عمل مجلة ذا نايشن في عام 1914، إذ دعمت هذه المجلة حينها الرأسمالية الليبرالية. كان نوك أحد معارف السياسي والخطيب المؤثر وليام جيننغز بريان، إذ سافر إلى أوروبا في مهمة خاصة من أجله عندما شغل منصب وزير الخارجية في عام 1915. ربطت نوك صداقات مع العديد من المؤيدين البارزين للحركة الجورجية، إذ كان أحد أصدقائه أسقفًا في الكنيسة الأسقفية.
كان نوك من أشد المعجبين بهنري جورج طيلة حياته، لكنه كان على خلاف مع الجورجيين الآخرين في الحركة ذات الميول اليسارية. علاوةً على ذلك، تأثر نوك بكتابات عالم الاجتماع الألماني فرانز أوبنهايمر المناهضة للجماعية، إذ نشر أكثر أعمله شهرةً الولاية مترجمًا إلى الإنجليزية في عام 1915. استند نوك في كتابته الخاصة إلى ادعاء أوبنهايمر المتمثل في إمكانية تقسيم السعي خلف الغايات البشرية إلى شكلين: الوسائل الإنتاجية أو الاقتصادية، والوسائل الطفيلية والسياسية.

شارك نوك في تحرير مجلة ذا فريمان بين عامي 1920 و1924. أُصدرت مجلة ذا فريمان بدايةً بوصفها وسيلةً لتعزيز حركة الضريبة على القيمة الأرضية. مولت زوجة المحرر الآخر للمجلة فرانسيس نيلسون ذا فريمان على الرغم من أن نوك ونيسلون لم يكونا من مؤيدي هذه الضريبة. ساهم في مجلة ذا فريمان كل من: تشارلز إيه. بيرد، وويليام هنري شامبرلن، وتوماس مان، ولويس ممفورد، وبيرتراند راسل، ولينكولن ستيفنز، ولويس أونترماير، وثورستين فيبلين، وسوزان لا فوليت، وابن عم السيناتور روبرت ماريون لا فوليت الليبرتاري. كتب الناقد هنري لويس منكن:
تركت افتتاحياته خلال السنوات الثلاث الوجيزة لمجلة ذا فريمان أثرًا لم يستطع أي رجل آخر في مهنته تركه. كانت افتتاحياته مدروسةً وثقافيةً في بعض الأحيان، ولم يكن هناك أدنى أثر للتحذلق فيهم.
أصبح نوك صحفيًا مستقلًا بعد التوقف عن إصدار مجلة ذا فريمان لقلة أرباحها في عام 1924، وعمل في نيويورك وبروكسل ببلجيكا.
كتب ألبرت جاي نوك كتابه الأول ضد الحرب «أسطورة أمة مذنبة» في عام 1992، إذ دعم نوك هذه القضية طيلة حياته باعتبارها عنصرًا أساسيًا في المنظور التحرري. يسعى الكتاب إلى إثبات خطأ الدعاية الأمريكية للحرب. يرى نوك أن الغرض من الحرب العالمية الأولى ليس تحرير أوروبا والعالم من الإمبريالية والتهديدات الألمانية. يعتقد نوك أنه في حال وجود مؤامرة فستكون على يد القوى الحليفة بهدف نشر رسالة عامة تتناقض كليًا مع برقياتها الدبلوماسية. علاوةً على ذلك، يضيف نوك أن هذه الدعاية الحربية هدفها تحويل ألمانيا إلى أمة شيطانية.